# 先驱者11号
| 先驱者11号 |                             |
|            |                             |
| 发射日期   | 1973年4月6日02:11:00（UTC） |
| 发射载具   | 阿特拉斯-半人马座火箭       |
| 任务类型   | 飞越                        |
| 任务对象   | 详见正文                    |
| 质量       | 259千克                     |
| NSSDC ID   |                             |

先驱者11号（Pioneer 11）是第二个用来研究木星和外太阳系的空间探测器。它也是去研究土星和它的光环的第一个探测器。与先驱者10号不同的是，先驱者11号（也称做先驱者G号）不仅拜访木星。它还用了木星的強大引力去改变它的轨道飞向土星。它靠近土星后，就顺着它的逃离轨道離開太阳系。
探測器在1973年4月6日，位於佛羅里達州的卡納維爾角發射。探測器全長2.9米，設有一个直徑2.74米的高增益天線，在其之前再裝上一个中增益天線。至於另外一條全方位低增益天線則裝設於高增益天線接收器之下。探測器以兩個放射性同位素熱電機（RTG）作為能源，在拜訪木星時仍能產生144 瓦特，但到達土星時只能產生100 瓦特的功率。
探測器上還設有三個感應器：恆星（老人星）感應器及兩個太陽感應器，藉以根據相對於地球及太陽的位置，及以老人星的位置作後備，用以計算探測器的位置。先鋒11號的恆星感應器及起點設定，是按先鋒10號的經驗而被重新修改的。探測器上的三對火箭推進器，負責控制轉軸（4.8rpm）及為探制器提供動力。三對火箭推進器都可以按指令持續燃點，或暫停燃點亦可。
在探測器上的儀器負責研究星際間及行星的磁場太陽風、宇宙射線、太陽圈的轉變區域、大量存在的中性氫；星塵粒子的分佈、大小、質量、通量及速度；外太陽系行星極光、電波、其衛星的大氣層；以及木星與土星及其衛星的表面等等。
以上的研究主要由探測器上的磁力計、等離子分析器（太陽風專用）、粒子感測器、離子感測器、一具可以重疊不同視點來探測由經過的隕石折射而來的陽光的非影像望遠鏡、一些已密封並加壓的氬氣及氮氣用以計算隕石的滲透、測紫外光計、測紅外光計、及一具影像光偏計用以拍攝照片及計算光偏振等等。至於進一步的數據則從天體力學及掩星法現象去計算出來。

## 拜訪木星
探測器於1974年12月4日最接近木星，離木星最高雲層34,000公里以內。
藉著木星的強大引力，探測器改變軌道朝向土星。

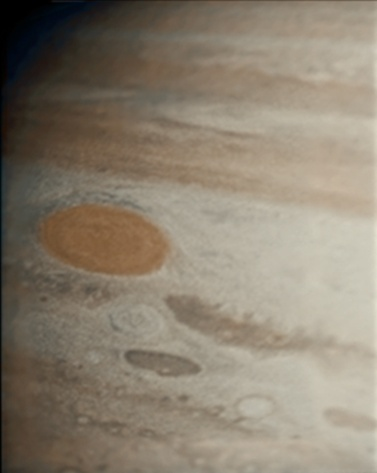
先鋒11號所攝得的木星大紅斑
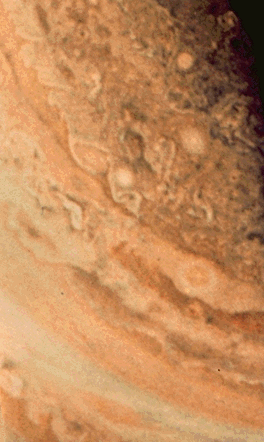
由先鋒11號拍攝的照片可看到木星極地區域上空雲層的緊密結合
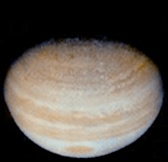
從先鋒11號角度看見的木星
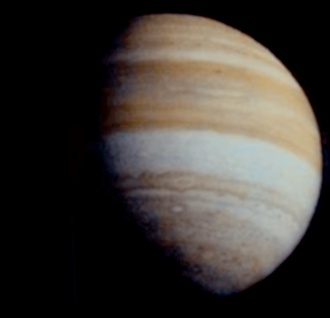
先鋒11號所攝得的木星

## 拜訪土星

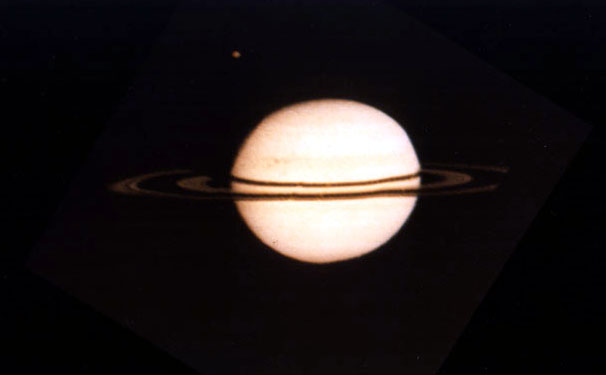
從先驱者11號角度看見的土星

探測器於1979年9月1日最接近土星，離土星最高雲層21,000公里以內。
（當時旅行者1號及旅行者2號已經過木星，同時已經朝向土星進發）先驱者11號被設定會飛過土星的光環，其軌道將會與即將到達的旅行者一樣，用以測試旅行者探測器的軌道。因為先驱者11號可以測試該區域，是否尚有暗淡光環會損毀探測器。所以先驱者11號正如其名一樣，是一名「先驱者」。要是真的探測到有危險存在的話，旅行者探測器將會更改軌道以離開那些光環，但將會失去拜訪天王星及海王星的機會。
其實探測器在發射後就使用備用的發射天線。探測器在1985年二月因電池提供的電力開始下降，而開始需要與其他儀器共用電力。最終，基於放射性同位素熱電機所提供的能源不足以再進行任何實驗後，探測器的運作及遙測數據於1995年9月30日終止傳送。在終止運作之前，探測器當時正處於離開太陽約44.7天文單位的距離，與太陽赤道面形成17.4度的傾斜角，並正以每年2.5天文單位（每秒12公里）的速度飛行。
当先驱者11号探测器经过土星时，其发出的无线电信号要花一个多小时才能到达地球。

## 先驱者的鍍金鋁板

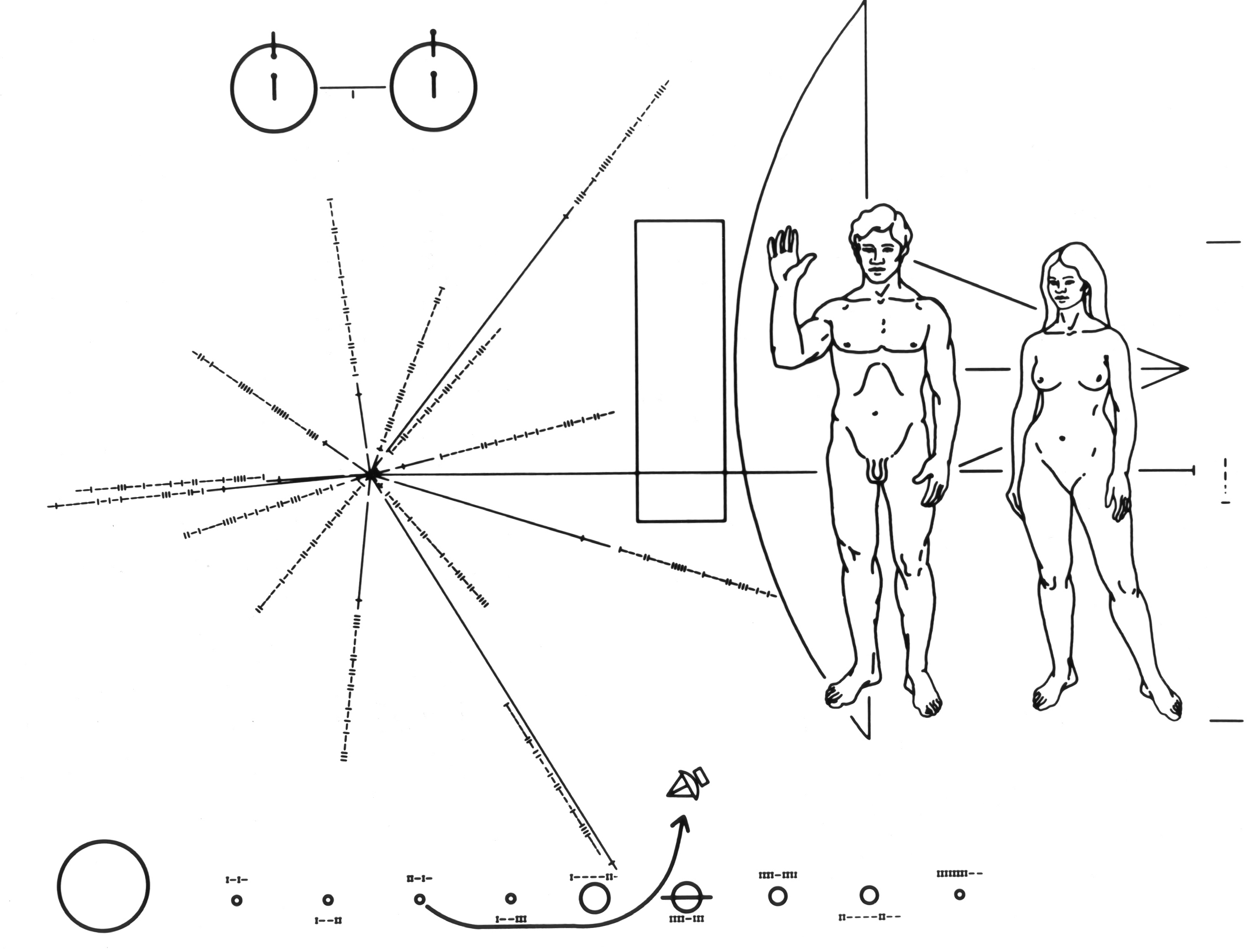
攜帶在先驱者探測器上的鍍金鋁板

與其姊妹探測器先驱者10號一樣，先驱者11號船上同樣攜有一塊載有人類訊息的鍍金鋁板，宽约23厘米。倘若探測器被外星的高智慧生物捕獲，這塊鍍金鋁板將會向他們解釋這艘探測器的來源。鋁板上繪有一名男性及女性的圖像，氫原子的自旋躍遷，以及太陽與地球在銀河系裡的位置。

## 先鋒號異常
根據由先驱者10號及11號傳回來的無線電追蹤數據分析，當探測器處於距太陽20至70個天文單位的距離時，其訊號有一些稍微異常的都卜勒頻率漂移現象出現。這種漂移情況，表示探測器不斷以{\displaystyle (8.74\pm 1.33)\times 10^{-10}\mathrm {m\cdot s^{-2}} }的加速度減速。換句話說，像是有種外來力量迫使先驱者探測船減速。物理學者現在認為這是因為先前未將熱反衝力（thermal recoil force）的效應納入計算

## 現況
在2023年1月20日，先鋒11號大約距離太陽111.678個天文單位；呈現橢圓緯度14.3度、偏角-8.73度。目前正以每秒11.2公里的速度每年前進2.36個天文單位；先鋒11號亦是在赤經18.759小時之處。太陽光必須花上11.54個小時才能抵達先鋒11號這麼遠的位置；它大略上是朝向先鋒10號的反方向前進並朝向盾牌座的方向前進。鑒於先鋒10號朝著離開銀河中心的方向前進，先鋒11號則是朝向銀河中心前進。

## 外部連結
- 先驅者號計劃網站（页面存档备份，存于）（英語）
- 美國國家空間科學數據中心先驅者11號網頁（页面存档备份，存于）（英語）
- 《Pioneer Odyssey》（先驅者號的長途漂泊）NASA SP-396, 1977（页面存档备份，存于）（英語）- 這是美國太空總署出版有關整個先驅者10號及11號計劃的書，書內載有所有照片及圖表。進入網站後請在下方按下"Table of Contents"鏈結。
- 馬克·烏爾法《太空的深度》線上版（页面存档备份，存于）（英語）
- 太空船受未知力量牽制NASA試圖解開謎團